# 녹턴, Op. 62 (쇼팽)

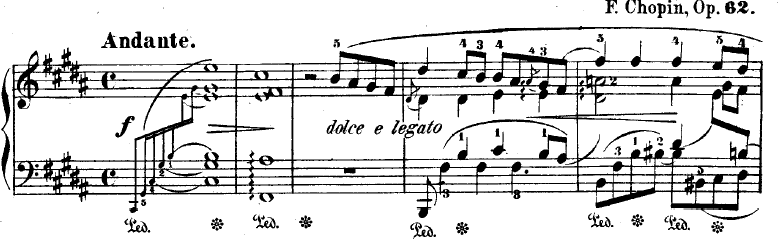
Op. 62 No. 1 B장조

두 개의 녹턴 Op. 62는 프레데리크 쇼팽이 작곡한 피아노 독주를 위한 2개의 야상곡 세트이다. 이것은 쇼팽의 이 장르에서 마지막으로 출판된 작품은 아니지만 마지막 작품이다.

## 녹턴 B장조 Op. 62, 1번

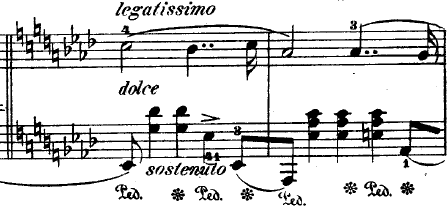
보조 테마.

B장조의 녹턴은 두 개의 도입 코드로 시작된다. 잠시 후 B장조의 멜로디가 나온다. 처음에는 동작이 부드럽고 매끄럽게 진행된다(돌체, 레가토). 곡은 곧 고음부의 음성에 의해 선언으로 바뀌고 오른손의 빠른 음계 후에 메인 테마의 빠른 반복이 있다.
A-flat 장조의 먼 키에서 중간 부분은 소스테누토와 레가티시모로 표시된다. 부드럽게 시작하지만 왼손 화음의 싱코페이션 연주에 의해 촉발된 불안을 나타내는 억제된 것으로 설명될 수도 있다. 쇼팽은 조화로운 미묘함과 섬세함으로 이 섹션을 끝낸다.
녹턴의 메인 섹션은 B 장조의 원 조로 돌아온다. 또한 오프닝 멜로디는 많은 트릴, 그레이스 노트, 런을 포함한 연속적인 형상으로 장식되어 있다. 주요 주제는 특히 긴 코다에서 B 장조의 해상도로 끝난다. 코다는 단순하고 평화로운 화음으로 끝난다.

메인 테마가 돌아왔을 때의 장식은 종종 이탈리아 벨 칸토 스타일 의 이탈리아 다 카포 아리아(da capo aria)와 비교되었다.  Anglo-Saxon 세계에서 B 메이저 녹턴은 이국적인 온실 꽃 'Tuberose'의 이름을 받았다. James Huneker는 그 이유를 다음과 같이 설명한다. '주요 곡에는 프루티한 매력이 있다', 그리고 다시 되풀이하면 '아프고 풍부한 냄새로 희미하게' 돌아온다. 

## 녹턴 E장조 Op. 62, 2번

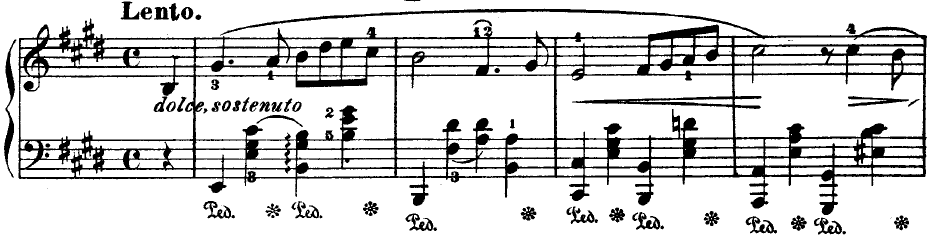
Op.62 No. 2 E장조

E 장조의 녹턴은 반영적이고 대조적으로 매력적인 또 다른 작품이다. 녹턴의 주제 구조(ABCAB)는 E 장조의 느린 1차 주제에 이어 클라이밍 베이스 연주와 함께 더 빠르게 움직이는 2차 선율 주제로 구성된다. 이것은 C# 단조의 동요되고 대위법적인 세 번째 섹션으로 이어지며, 왼손과 오른손 위쪽 세 손가락 사이에 멜로디 상호 작용이 있고 오른손 엄지와 첫 번째 손가락이 주로 반주를 연주한다. 불협화음의 아르페지오가 첫 번째 주제의 반복을 안내한다. 그런 다음 두 번째로 롤링 베이스로 넘어가 코다로 이어진다. 그들의 보복에서 이 두 가지 선율적인 주제는 오른손의 수정된 장식과 함께 약간 다른 하모니를 동반한다. 쇼팽이 생전에 작곡한 가장 마지막 야상곡이었지만 사후에 3곡이 더 출판되었다.